# Cartaletis landbecki
Cartaletis landbecki är en fjärilsart som beskrevs av Louis Beethoven Prout 1919. Cartaletis landbecki ingår i släktet Cartaletis och familjen mätare. Inga underarter finns listade i Catalogue of Life.